# Darién (provins)

Provinsens läge i Panama.

Provinsen Darién (Provincia de Darién) är en av Panamas 9 provinser.

## Geografi
Darién har en yta på cirka 11 897 km² med cirka 46 900 invånare. Befolkningstätheten är 4 invånare/km².
Huvudorten är La Palma med cirka 1 800 invånare.

## Förvaltning
Provinsen förvaltas av en Gobernador (guvernör), ISO 3166-2-koden är "PA-05".
Darién är underdelad i 2 distritos (distrikt) och 25 corregimientos (division):
- Chepigana: 6 996 km² med

La Palma, Camoganti, Chepigana, Garachiné, Jaqué, Puerto Piña, Río Congo, Río Iglesias, Sambú, Setegantí, Taimatí, Tucutí, Agua Fría, Cucunatí, Río Congo Arriba, Santa Fe
- Pinogana: 4 901 km² med

El Real de Santa María, Boca de Cupe, Paya, Pinogana, Púcuro, Yape, Yaviza, Metetí, Wargandi